# 齋藤用之助

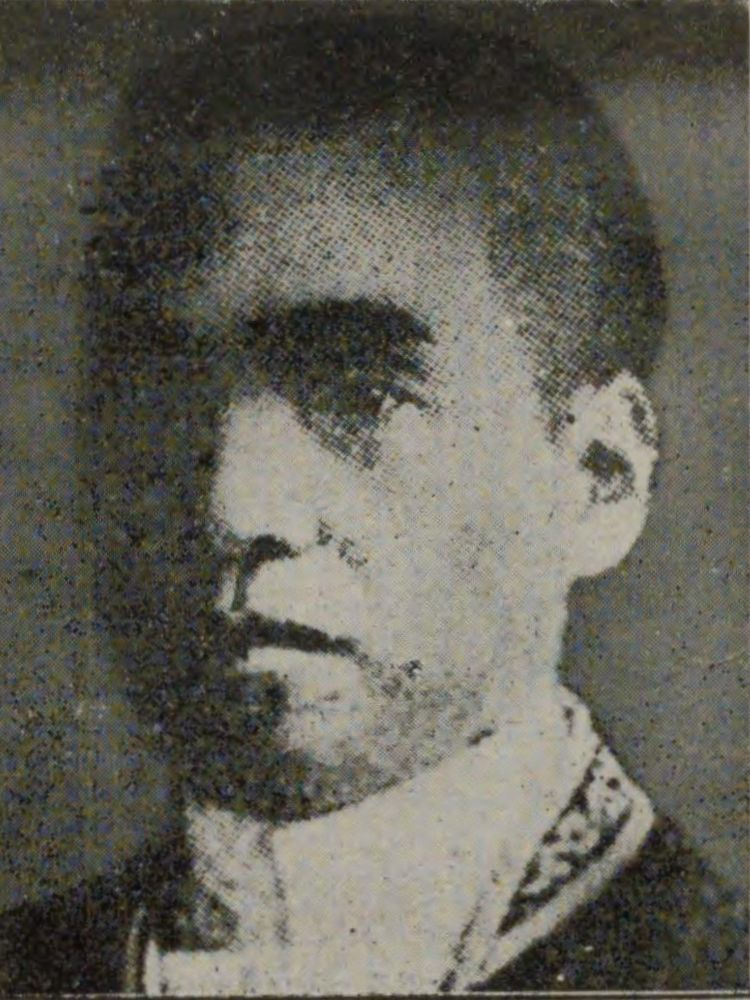
齋藤 用之助

第11代齋藤 用之助（さいとう ようのすけ、1859年（安政6年） - 1933年（昭和8年））は、沖縄県の行政官、実業家。中頭郡長、首里区長、島尻郡長、那覇区長を歴任した。
佐賀藩（現在の佐賀県佐賀市諸富町山領）で誕生し、1877年（明治10年）、佐賀で巡査となるが、明治政府による1872年（明治5年）から続いた琉球処分の結果、1879年（明治12年）に琉球が沖縄県となったため、初代県令に任命された鍋島直彬に随って沖縄に赴任した。その後、県行政職に転じ、46年間にわたって沖縄の近代化に大きく貢献した。